# Civières

Civières este o comună în departamentul Eure, Franța. În 1 ianuarie 2018 avea o populație de 220 de locuitori.